# Mr. Ripley el regreso
Mr. Ripley el regreso (Ripley Under Ground) es una película estrenada en 2005 basada en la novela La máscara de Ripley (Ripley Under Ground). Está inspirada en "Ripley", el personaje creado por la escritora estadounidense Patricia Highsmith, quien es un asesino que ocupa el lugar de sus víctimas.

## Argumento
Derwatt es un pintor, y está organizando una exhibición en una galería de arte. Repentinamente muere. A causa de que estaba tan solo a un día de su exposición, sus amigos deciden igualmente publicar sus obras y mantener el secreto guardado. Todo se complica aún más cuando aparece un coleccionista americano (Willem Dafoe), quien paga por la próxima obra de Derwatt. A raíz de esto, uno de sus amigos, que también era pintor, se encargará de terminar las obras que Derwatt tenía incompletas. Tomando su identidad y nombre. 
En esta situación, será Ripley quien se encargue de mantener en secreto el fraude.

## Otras películas de la serie "Ripley"

### -El talento de Mr. Ripley(1955)
- A pleno sol (Plein Soleil), película francesa dirigida por René Clément en 1960 y protagonizada por Alain Delon (Tom Ripley), Maurice Ronet y Marie Laforêt.
- El talento de Mr. Ripley (The Talented Mr. Ripley), película estadounidense dirigida por Anthony Minghella en 1999 y protagonizada por Matt Damon (Tom Ripley), Gwyneth Paltrow, Jude Law, Cate Blanchett y Philip Seymour Hoffman. 5 nominaciones a los Premios Óscar en 2000.

### - El juego de Ripley (1974)
- El amigo americano (Der amerikanische Freund), película alemana dirigida por Wim Wenders en 1977 y protagonizada por Dennis Hopper (Tom Ripley) y Bruno Ganz.
- El juego de Ripley (Ripley's Game), película ítalo-estadounidense dirigida por Liliana Cavani en 2002 y protagonizada por John Malkovich (Tom Ripley), Dougray Scott y Ray Winstone y Lena Headey.

- Datos: Q570973